# Rooibrikgronden
Een rooibrikgrond is een bodemtype binnen het Nederlandse systeem van bodemclassificatie en behorende tot de xerobrikgronden. Deze gronden komen plaatselijk voor in laat-pleistocene rivierkleiafzettingen van de oudere terrasniveaus van de Maas in Limburg. Het zijn oude gronden met een sterke bodemvorming, waarvan de bovengrond van nature een geringer lutumgehalte heeft dan de ondergrond.
Door de sterke bodemvorming is de bovengrond kleiig zand geworden. Het verschil in lutumgehalte tussen de E- en de Bt-horizont (briklaag) kan in sterk ontwikkelde profielen zeer groot zijn, wat samengaat met rode kleuren van de bodemlagen. Door voortgaande bodemvorming heeft zich in de lichte bovengrond (E) soms een zwakke moderpodzol ontwikkeld. In oudere literatuur wordt naar de rooibrikgronden gerefereerd als hoge bruine lichte rivierleemgronden.
Het toponiem rooi in de naam rooibrikgronden verwijst naar middeleeuwse bosontginningen.
| Horizont | Diepte     | Omschrijving |
| -------- | ---------- | --- |
| Ap       | 0–23 cm    | donker grijsbruin, matig humeus, kleiarm, zeer sterk lemig, matig fijn zand; kalkloos |
| E        | 23–50 cm   | donker geelbruin, zeer humusarm, kleiarm, zeer sterk lemig, matig fijn zand met veel grote wortelporiën; kalkloos                                                                                         |
| EB       | 50–65 cm   | donker geelbruin, uiterst humusarm, kleiig, zeer sterk lemig, matig fijn zand met veel wortelporiën; kalkloos                                                                                             |
| Btg      | 65–80 cm   | donkerbruine, uiterst humusarme, zeer lichte siltige zavel met veel wortelporiën; kalkloos |
| Cg/Btg   | 80–130 cm  | licht geelbruin, uiterst humusarm, kleiarm, zeer sterk lemig, matig fijn zand; de horizont bestaat uit een aantal banden met ingespoelde klei waartussen zich C-horizont materiaal bevindt (een banden-B) |
| Cu1      | 130–200 cm | geelbruin, uiterst humusarm, kleiarm, sterk lemig matig fijn zand |
| Cu2      | > 200 cm   | donkerbruin, uiterst humusarm, kleiarm, matig grof zand |